# Kalifa Cissé
Pour les articles homonymes, voir Cissé.
Kalifa Cissé est un footballeur franco-malien né à Dreux (Eure-et-Loir, France) le 9 janvier 1984.

## Biographie
Il fait ses débuts au Toulouse FC avant de tenter sa chance au Portugal. Il joue par la suite en Angleterre, à Reading. En novembre 2012, Il signe en faveur des New England Revolution.
Ce joueur d'origine franco-malienne porte les couleurs du Mali lors de la Coupe du monde junior aux Émirats arabes unis en 2003. Il reçoit sa 1re sélection avec l'équipe du Mali A en 2008.